# جورج واشنطن مارتن الثاني
جورج واشنطن مارتن الثاني (بالإنجليزية: George Washington Martin II)‏ هو محامي أمريكي، ولد في 25 يونيو 1876 في بروكلين في الولايات المتحدة، وتوفي في 21 نوفمبر 1948.